# Enigma (Georgia)
Enigma es un pueblo ubicado en el condado de Berrien en el estado estadounidense de Georgia. En el censo de 2000, su población era de 869.

## Demografía
En el 2000 la renta per cápita promedia del hogar era de $25,268, y el ingreso promedio para una familia era de $27,375. El ingreso per cápita para la localidad era de $14,498. Los hombres tenían un ingreso per cápita de $22,202 contra $16,964 para las mujeres.

## Geografía
Enigma se encuentra ubicado en las coordenadas 31°24′41″N 83°19′52″O / 31.41139, -83.33111 (31.411466, -83.331056).
Según la Oficina del Censo, la localidad tiene un área total de 8,5 km² (3,3 mi²), de la cual 8,4 km² (3,2 mi²) es tierra y 0,1 km² (0 mi²) (1.20%) es agua.